# Asberg (Moers)
Asberg ist ein Ortsteil (offiziell Wohnplatz) des Stadtteils Moers im Südosten von Moers im Kreis Wesel in Nordrhein-Westfalen. 

## Lage

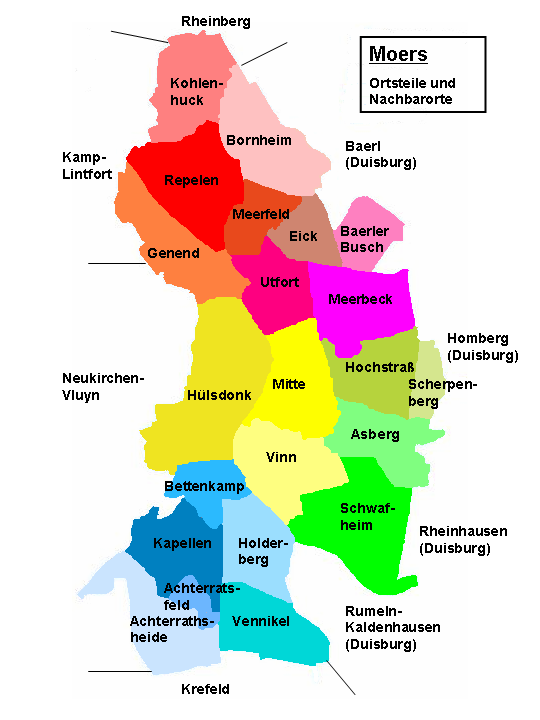
Wohnplätze von Moers

Der Ortsteil grenzt im Norden an Hochstraß und Scherpenberg, im Osten an die Ortsteile Winkhausen und Burgfeld des Duisburger Stadtteils Bergheim, im Süden an Schwafheim und Vinn und im Westen an Moers-Mitte.

## Geschichte
Für die Herkunft des Namens Asberg gibt es mehrere Deutungen. Einige Historiker meinen, dass er auf das Altgermanische zurückzuführen sei. „As“ stamme von asch, ask oder askum und bedeutet Esche oder Holz. Für „berg“ oder „burg“ wird zwar auch vereinzelt burgium als germanische Wort angegeben, aber überwiegend wird dieses als ein lateinisches Wort angesehen. Asberg wäre damit Eschenburg oder auch Schiffsburg, letzteres wegen des Bezugs auf Holz.
Hinweise auf die Anwesenheit von Menschen im Ortsbereich von Asberg gibt es sowohl für die Steinzeit wie auch für die Eisenzeit. An zwei Fundstellen, einmal östlich vom Hauptsiedlungsbereich des Ortes und einmal östlich an der Römerstraße im Bereich der antiken Römersiedlung, wurden Steinbeile und Kratzer aus Feuerstein gefunden. Aus der frühen Eisenzeit wurden östlich des Ortes Gefäße, diverse Keramikscherben und Spuren von Pfostengruben ausgegraben, die ein Hinweis auf eine Siedlung sein dürften.
Für eine Besiedlung von Asberg vor den Römern durch Kelten oder Germanen fehlen bisher eindeutige Nachweise. Zwar wird in einigen älteren Artikeln ein Münzfund von sogenannten Regenbogenschüsselchen der Gallier berichtet, jedoch liegt dieser nicht im Gebiet von Asberg. Der Fundort eines Topfes mit diesen Münzen lag südöstlich im Bereich des Ortes Trompet, der aktuell zum Stadtgebiet von Duisburg gehört.

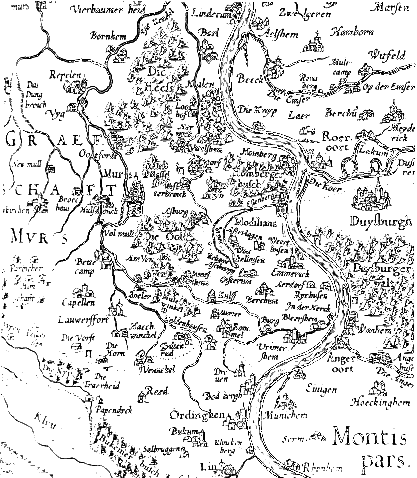
Karte der Grafschaft Moers von Gerhard Mercator 1591 mit „Asburg“

Von der Anwesenheit der Römer in Asberg gibt es dagegen eine Vielzahl von schriftlichen und Sachnachweisen. Es handelt sich dabei um antike römische Militärlager, einem Rheinhafen und um einem spätantiken Burgus, die ab Beginn des 1. Jahrhunderts angelegt wurde. Asberg verlor durch Verlagerung des Rheins bereits Ende des 1. Jahrhunderts seine Lage am Hauptstrom und damit endete sowohl die Funktion als Hafenstadt wie auch als wichtiger Garnisonsort für die Römer. Trotzdem ist bis Ende des 4. Jahrhunderts die Anwesenheit der Römer im Ortsbereich nachweisbar. Dieser lag im Bereich südlich der aktuellen Ortschaft auf dem Burgfeld oberhalb des Essenberger Bruchs. Es wurden sowohl Militärlager, Siedlungen und Grabfelder identifiziert und ausgegraben. (Detaillierte Angaben hierzu sind unter Asciburgium angeführt.) 
Geistlicher Grundbesitz in Asberg durch die Abtei Werden im Frühmittelalter ist wie bei mehreren Wohnplätzen in Moers auch in Asberg nachweisbar. Im Urbar dieser Abtei, das um 900 entstand, wurde diverser Streubesitz in der Umgebung des Herrenhofes Friemersheim aufgelistet. Neben anderen wurden auch zehn Hufe Besitz in „ad Astburg“ angeführt. Ein noch älterer Nachweis stammte vom späten 7. Jahrhundert, dem sogenannten Kosmographen von Ravenna, und zwar als Ascibugio. Auch in der Karte Mercators von 1591 ist sowohl Asberg als auch südlich davon der römische Bereich „Reliquie Ascibuegij“ eingezeichnet.
Alle Hinweise nach der Römerzeit betrafen bäuerliche Höfe, die im Gebiet von Asberg lagen. Da im Hochmittelalter der Herrenhof Friemersheim Ausgangspunkt für die Vergabe der Lehn war, galt vergleichbares auch für die zuständige Diözese. 1081 gehörte Asberg zum Kirchspiel von Oberemmerich. Zu diesem Zeitpunkt ist urkundlich belegt, dass dem Priester von Asterlage vom Abt der Abtei Werden auch die Betreuung der Kapelle in Hochemmerich vorschrieben wurde.
Gegen Ende des 18. Jahrhunderts war Asberg eine selbständige Landgemeinde, da in einer Auflistung der bäuerlichen Siedlungen von 1787 für die Honschaft Moers neben Hochstraß, Hülsdonk, Schwafheim und Vinn auch die Landgemeinde Asberg angeführt wurde. Die Landgemeinde der Bauerschaft Asberg wurde 1800 mit den Landgemeinden Fünderich, Hochstraß, Hülsdonk, Vinn und Schwafheim mit der Stadt Moers von den Franzosen zur Mairie Meurs (Moers) im Département de la Roer zusammengelegt.
In einer Untersuchung von 1836 für den Regierungsbezirk Düsseldorf wurden zur bäuerlichen Gemeinde Asberg auch die Weiler Hühnerort und Vossrath gezählt. Asberg gehörte 1834 wieder mit den 1800 angeführten vier von fünf selbständigen Landgemeinden, die vom Bürgermeisteramt Moers mit verwaltet wurden. Lediglich Fünderich wurde nicht mehr als selbständig angegeben und war nun Bestandteil vom Stadtbereich Moers. Die fünf Landgemeinden hatten mit dem städtischen Bereich von Moers sechs getrennte Spezialhaushalte. 1834 lebten in Asberg 350 Personen in 41 Wohngebäuden. Die entsprechenden Daten für Hühnerort sind 54 Personen in 16 Häusern und für Vossrath 42 und 6. Alle Bewohner waren bis auf zwei evangelisch und gehörten zur evangelischen Gemeinde Moers. Im Jahr 1904/05 errichtete die evangelische Kirche an der Römerstraße ein neues Gemeindehaus mit Betsaal. Eine Kirche gab es noch nicht. Von Asberg aus betreute Pastor Melchior seit 1897 auch die Bereiche Hochstraß und Scherpenberg im 3. Gemeindebezirk von Moers Juristisch war das Friedensgericht in Moers zuständig. Am 1. April 1906 wurde Asberg gemeinsam mit Hochstraß, Hülsdonk, Schwafheim und Vinn nach Moers eingemeindet.

## Aktuelles
Ende des 19. Jahrhunderts wurden die ersten linksrheinischen Kohlezechen im nahe gelegenen Homberg eröffnet. In den ersten Jahren des 20. Jahrhunderts folgte die Inbetriebnahme des Schachtes 4 in Hochstraß. Vom Zuzug der Beschäftigten, die in den Kohlegruben arbeiteten war auch Asberg betroffen. Durch den Bau der benötigten Wohnungen, dem Ausbau der erforderlichen Infrastruktur für Verkehr und Versorgungseinrichtungen kam es zu einem starken Anstieg der Bevölkerung in Asberg. In einer Auflistung von 1901 wurden neben dem Dorf Asberg die zugehörigen Bauerschaften Burgfeld, Hühnerort, Matthecke und Packert aufgelistet. Die Anzahl der Bewohner betrug 2094.
Aktuell hat Asberg mit den Wohnplätzen Moers-Mitte, Hochstraß, Meerbeck, Kapellen-Mitte und Repelen die höchsten Einwohnerzahlen in Moers.
Die evangelische Kirche stammt aus dem Jahr 1954. Asberg verfügt über einen eigenen Löschzug der Freiwilligen Feuerwehr. 1998 wurde die Asberger Bürgergemeinschaft rechtsfähig, die sich um die Brauchtumspflege kümmert.

## Bildung

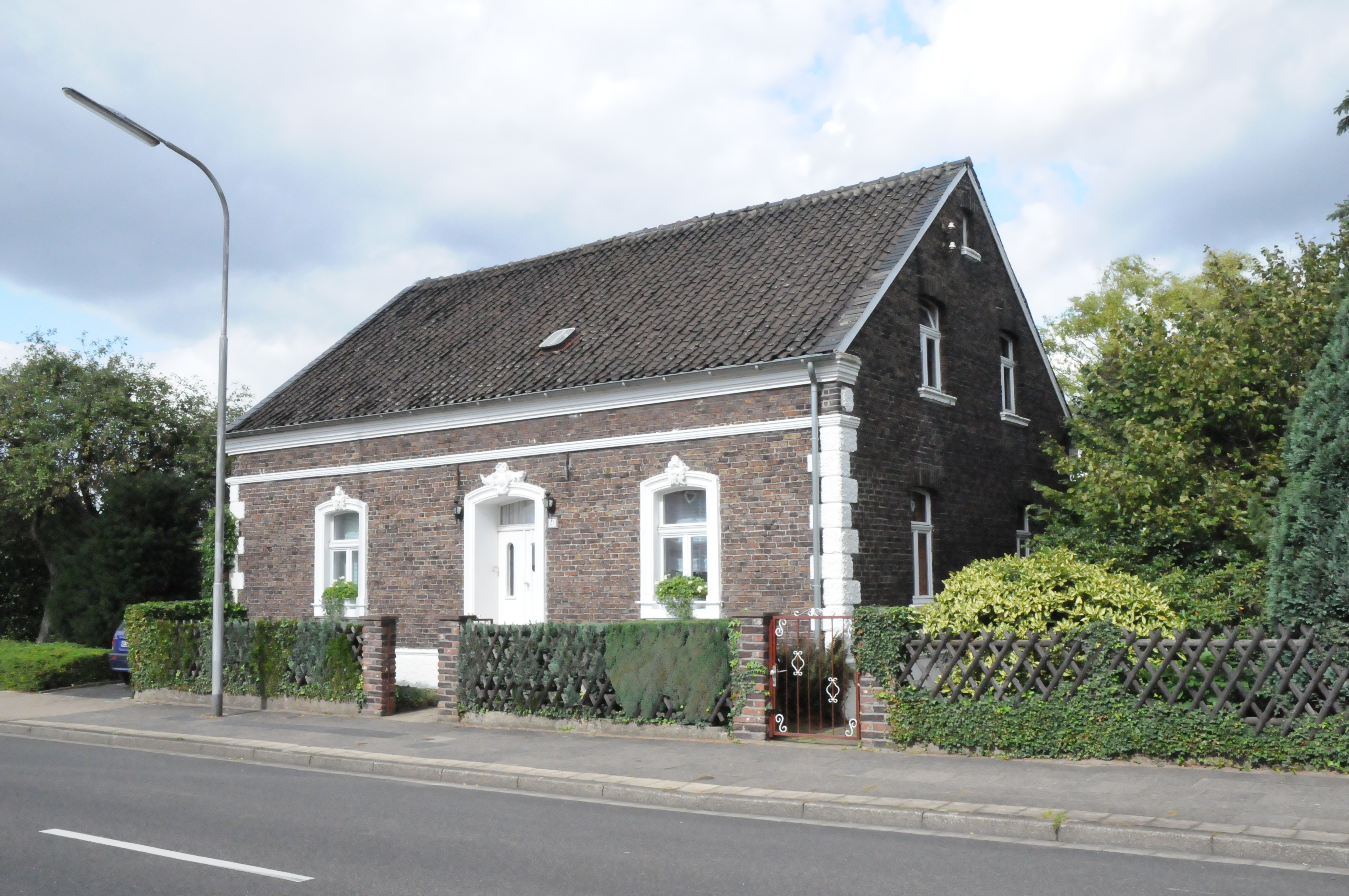
Moers – Bonifatiusstraße 61

In dem Ortsteil Asberg gibt es eine Schule.
- Grundschule: Eschenburgschule Städt. Gemeinschaftsgrundschule
- Kindergarten: Kindertagesstätte Rasselbande[17]
- Kindergarten: Montessori-Kindergarten St. Bonifatius
- Kindergarten: Evangelischer Kindergarten

## Sehenswürdigkeiten
In der Liste der Baudenkmäler in Moers ist für Asberg ein Baudenkmal aufgeführt:
- ein Wohngebäude (Bonifatiusstraße 61)

## Persönlichkeiten
- Hans Meckel (1910–1995), Marineoffizier